# Angelika Mlinar
Angelika Rosa Mlinar, avstrijska pravnica, političarka in podjetnica ter koroška Slovenka, * 29. junij 1970, Žitara vas, Okraj Velikovec, Koroška, Avstrija. 

## Življenjepis
V politiko se je podala kot vodja kampanje Rudija Vouka za parlamentarne volitve 2008, kjer je stranka prejela 1,5% glasov. Med majem 2009 in julijem 2010 je bila generalna sekretarka Narodnega sveta koroških Slovencev. Leta 2009 je postala tudi predstavnica stranke Liberalni forum. Na listi stranke je bila oktobra 2010 izvoljena v dunajski deželni parlament. Na državnozborskih volitvah leta 2013 je bila izvoljena za poslanko v zveznem parlamentu, ko je Liberalni forum nastopil v zavezništvu s stranko NEOS - nova Avstrija. Januarja 2014 sta se stranki združili v NEOS, Mlinarjeva pa je postala podpredsednica poslanske skupine. V parlamentu je poslanca nagovarjala tudi v slovenščini. Med leti 2006 in 2014 je v Ljubljani vodila podjetje za podjetniško in poslovno svetovanje, ki ga je zaradi slabega poslovanja zaprla. Od 2005 pa se je nekaj let ukvarjala tudi s proizvodnjo piškotov -  Angelski keksi so sloneli na lokalnih avstrijskih biološko pridelanih surovinah in surovinah dobavljenih po načelih pravične trgovine.. Tudi to podjetje je zaradi slabih poslovnih rezultatov zaprla.

### Evropska poslanka
Februarja 2014 je bila kot prva na listi stranke NEOS izvoljena v Evropski parlament, kjer je bila članica Zavezništva liberalcev in demokratov za Evropo. Na volitvah v evropski parlament leta 2019 je sprejela vabilo za mesto nosilke liste slovenske stranke Stranke Alenke Bratušek. Lista je prejela 19.369 glasov (4,02 %), kar ni zadostovalo za poslansko mesto, kljub temu, da bi, če bi šteli le preferenčni glasovi, Mlinarjeva bila izvoljena. S prejetimi 15.311 je namreč zasedla sedmo mesto.

### Ministrica za kohezijo
Sredi novembra 2019 je Stranka Alenke Bratušek, da bo na mesto kohezijskega ministra v 13. vladi Republike Slovenije predlagala Angeliko Mlinar.
Ker je bila Mlinarjeva samo državljanka Avstrije, ministrski položaj pa lahko zasede le državljan Slovenije, je vlada na seji 12. decembra 2019 ugotovila, da obstaja interes Slovenije za sprejem Angelike Mlinar v državljanstvo. Na podlagi tega mnenja in ob izpolnjevanju ostalih zakonsko določenih pogojev je ministrstvo za notranje zadeve Mlinarjevi v skladu s 13. členom zakona o državljanstvu, ki govori o izredni naturalizaciji iz nacionalnih razlogov izdalo odločbo o državljanstvu, ob tem je z dovoljenjem avstrijske države ostala tudi državljanka Avstrije.
Pristojna parlamentarna odbora - za zadeve Evropske unije in gospodarstvo - sta kandidatko zavrnila. 19. decembra 2019 jo je Državni zbor po dolgi razpravi potrdil s 44 glasovi proti 43. Za njeno imenovanje so glasovale vse koalicijske stranke, z izjemo poslanca DeSUS-a Roberta Polnarja. Glavni argumenti proti imenovanje Mlinarjeve na mesto kohezijske ministrice, so bili skopi odgovori na predstavitvi pred odbori ter izjava Mlinarjeve, v kateri je na vprašanje, kaj bo storila, če ob dodelitvi slovenskega ne bo smela obdržati avstrijskega državljanstva dejala, da avstrijskega ne namerava vrniti.
V državnem zboru je bila na mesto ministrice za razvoj, strateške projekte in kohezijo potrjena 19. decembra 2019. Na položaju je sicer ostala le 13. marca 2020, ko je mandat predčasno končala vlada Marjana Šarca.
Septembra leta 2023 se je uspešno prijavila na razpis za mesto v ekipi na predstavništvu Slovenije pri Združenih narodih (ZN) v New Yorku v času dvoletnega članstva v Varnostnem svetu.

## Zasebno
Z družino živi na Dunaju.